# Maha Haddioui
Maha Haddioui (sinh ngày 15 tháng 5 năm 1988) là một tay golf chuyên nghiệp người Ma-rốc, người chơi trong chuyến lưu diễn Ladies Europe. Cô là người Ả Rập đầu tiên có các đặc quyền chơi trong Chuyến lưu diễn dành cho phụ nữ châu Âu.
Cô theo học tại Đại học Lynn nơi cô là tay golf được xếp hạng hàng đầu trong NCAA Division II.
Haddioui đủ điều kiện cho Thế vận hội mùa hè 2016. Tại Thế vận hội, cô đã về đích ở vị trí cuối cùng.